# Gare de Tennōdai
La gare de Tennōdai (天王台駅, Tennōdai-eki) est une gare ferroviaire japonaise située dans la ville d'Abiko dans la préfecture de Chiba. Elle est gérée par la East Japan Railway Company (JR East).

## Situation ferroviaire
La gare de Tennōdai est située au point kilométrique (PK) 34,0 de la ligne Jōban.

## Histoire
La gare a été inaugurée le 20 avril 1971.

## Service des voyageurs

### Accueil
La gare dispose d'un bâtiment voyageurs, avec guichet, ouvert tous les jours.

### Desserte
- Ligne Jōban (rapid) :
  - voie 1 : direction Toride, Mito et Iwaki
  - voie 2 : direction Matsudo et Ueno (interconnexion avec la ligne Ueno-Tokyo pour Tokyo et Shinagawa)
- Ligne Jōban (local) :
  - voie 3 : direction Toride
  - voie 4 : direction Ayase (interconnexion avec la ligne Chiyoda pour Yoyogi-Uehara)